# ビクトル・ロスリン
ビクトル・ロスリン（Viktor Röthlin, 1974年10月14日 - ）は、スイスのマラソン選手。

## 経歴
2000年シドニーオリンピック（2:20.06、36位）、2003年世界陸上選手権（2:11.14、14位）の出場歴がある。2004年アテネオリンピックでは途中棄権した。
2006年ヨーロッパ陸上選手権マラソンで銀メダル（2:11.50）、2007年世界陸上選手権で銅メダル（2:17.25）を獲得した。
特に2007年世界陸上選手権では一端遅れながら後半驚きのねばりを見せ、日本の尾方剛らと激しく銅メダルを争い競り勝ったことは陸上・マラソンファンの注目を集めた。
2008年、第2回東京マラソンで、スイス新記録の2:07.23で優勝した。
2010年ヨーロッパ陸上競技選手権マラソンで優勝。
指導者・セラピストとしての活動も行っている。

## 個人記録
| 種目     | タイム  | 場所       | 日時          |
| -------- | ------- | ---------- | ------------- |
| マラソン | 2:07.23 | 日本, 東京 | 2008年2月17日 |